# Riu Longyear
El riu Longyear (en noruec: Longyearelva) és un riu que discorre per la vall de Longyear, passant per la ciutat de Longyearbyen i que drena a l'Adventfjorden, a l'illa de Spitsbergen, Svalbard, Noruega. Es diu així per l'industrial nord-americà John Munroe Longyear.